# 格奥尔格·冯·福尔马尔

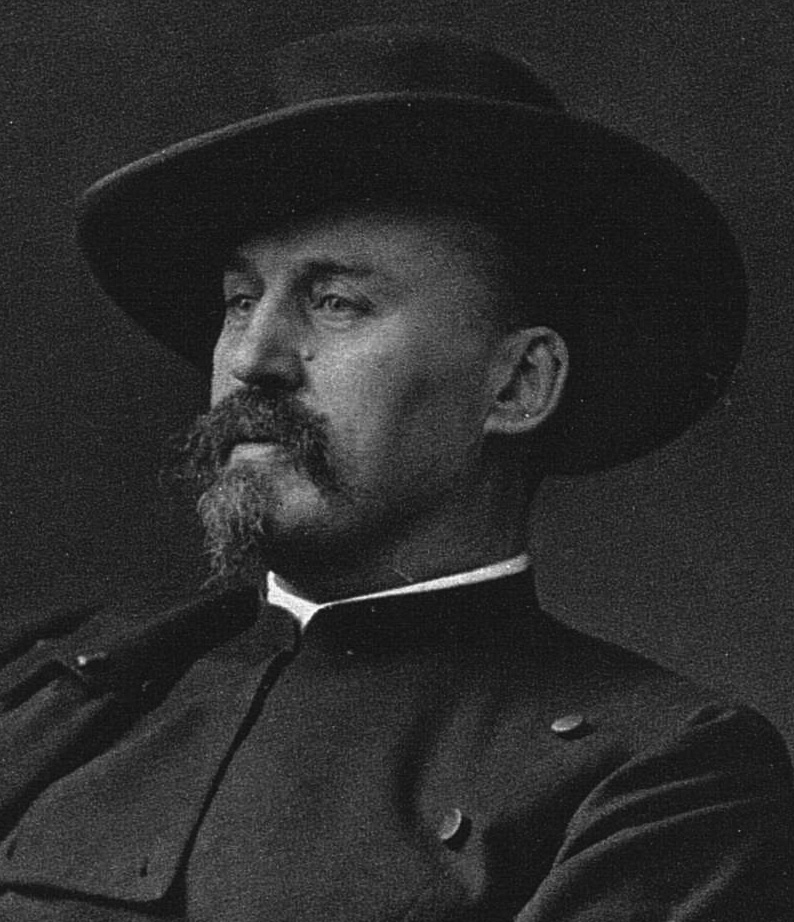
格奥尔格·冯·福尔马尔

格奥尔格·冯·福尔马尔（德語：Georg von Vollmar；1850年3月7日—1922年6月30日），巴伐利亚政治家，德国社会民主党右翼领导人。出生于慕尼黑官僚家庭，9岁入奥格斯堡本笃天主教学校。15岁加入巴伐利亚骑兵团。普法战争中受伤，后侨居巴黎、苏黎世。1875年参加社会主义运动。1878年《反社会党人非常法》颁布后，逃往瑞士。1879—1880年任《社会民主党人报》编辑。1881年至1918年多次被选为国会议员。俾斯麦推行社会党人法时主张秘密组织暴动。1888年被选为社会民主党选举协会主席。1889年7月参加第二国际在巴黎举行的成立大会。“非常法”废除后，1890年，当选为德国国会和巴伐利亚议会议员，主张通过议会斗争夺取政权，实现“国家社会主义”。1891年改为主张改良主义，受到恩格斯、倍倍爾批判。1894年在德国社会民主党的法兰克福代表大会上提出右倾的土地纲领。1907年在第二国际斯图加特代表大会上公开为军国主义辩护。第一次世界大战时主张社会沙文主义。1922年6月30日去世。